# 下台二
下台二 (大熊座ξ)  (ξ UMa, ξ Ursae Majoris) 是在大熊座的一個恆星系統。在1780年5月2日，威廉·赫歇爾發現它是一個聯星系統，使它成為第一個被發現的這種系統。Félix Savary在1828年完成對它的軌道計算，使它成為第一個被計算出軌道的雙星。
這兩顆恆星是黃色的G-型主序矮星，較亮的一顆稱為下台二A (大熊座ξA)，平均視星等 +4.41。它是一顆獵犬座RS型變星，變光幅度只有0.01星等。伴星，下台二B (大熊座ξB)的視星等是+4.87。這兩顆恆星的公轉軌道週期是59.84年，目前兩星相距1.2角秒，或是至少10天文單位的距離。
這對聯星的每一顆本身又都是光譜聯星，B的伴星標示為下台二Bb (大熊座ξBb)，還未能解析，但已經知道軌道週期是3.98天。A和B (包括Ab和Bb)(演繹出系統的總質量，依據類型減去Aa和Ba的質量)兩著的質量顯示它們可能是MV星 (紅矮星)，Bb在M型最冷的末端，比棕矮星熱不了多少。
在西方，它有固有的名稱Alula Australis (常被錯誤的寫成Alula Australe)，意思是南方的小翼。 Alula、El Acola 和 el-awla  (與大熊座ν) 來自阿拉伯的短語(al-Qafzah) al-Ūlā，意思是 "前導者" (在拉丁文，加上"Australis"代表"南方")。
在中國，它和大熊座ν組成星官下台，的意思是低階的官員。

## 註解
1. ↑  Mason, Brian D.; McAlister, Harold A.; Hartkopf, William I.; Shara, M. M.; Shara, M. M. . The Astronomical Journal. January 1995, 109 (1669): 332–340. Bibcode:1995AJ....109..332M. doi:10.1086/117277.
2. ↑  Piazzi, G., The Palermo Catalogue, Palermo, 1814.
3. ↑  Bečvář, A., Atlas Coeli (Atlas of the Heavens) II - Catalogue, Plague, 1964.
4. ↑  Burritt, E. H., Atlas, Designed to Illustrate the Geography of the Heavens, New York, 1835.
5. ↑  Funck & Wagenall, New Standard Dictionary of the English Language, New York & London, 1947.
6. ↑  Bode J., Uranographia, Berlin, 1801.
7. ↑  Allen, Richard Hinckley. . New York: G. E. Stechert. 1899., p.443.

## 外部連結
- Animation of the orbits of the stars in the Alula Australis System at SolStation.com（页面存档备份，存于）
- Main Article on Alula Australis at SolStation.com（页面存档备份，存于）
- Alula Australis by Dr. Jim Kaler.